# Massaranduba (Santa Catarina)
Massaranduba es un municipio brasileño del estado de Santa Catarina. Tiene una población estimada al 2022 de 17 162 habitantes. Pertenece a la Región metropolitana del Norte-Nordeste Catarinense.

## Toponimia
Massaranduba es una variación del término tupí "Maçaranduba", nombre del árbol Manilkara común en la localidad el municipio.

## Historia
La colonización de la localidad comenzó con la creación de Blumenau a mediados del Siglo XIX por colonos alemanes, más tarde por italianos. Massaranduba fue elevada a distrito de dicho municipio en 1921
Se creó el municipio de Massaranduba el 29 de agosto de 1961, separándose de Guaramirim e instalándose en noviembre de 1961.